# AXL ONE
株式會社AXL ONE（日語：株式会社アクセルワン）是一家位於日本東京都新宿區西新宿的聲優經紀公司。

## 概要
2011年4月11日，由長年從屬ARTSVISION的聲優森川智之代表，與福山潤共同創立。另外，所屬的聲優大部分來自Production baobab（包含福山在內）。
該事務所的名稱來自森川他以前養過的狗狗的名字（2009年去世）。除了聲優經紀業務外，也有聲優養成所AXL ZERO（アクセルゼロ）（下述）。

## 所屬聲優

### 男性
- 黑田崇矢
- 寺島拓篤
- 日野聰
- 真木駿一（Jr.）
- 水島大宙
- 峰晃弘（Jr.）
- 森川智之（代表董事）

### 女性
- 沖佳苗
- 折笠愛
- 後藤邑子
- 三瓶由布子
- 真堂圭
- 高宮彩織（日语：高宮彩織）（Jr.）
- 東條加那子
- 友永朱音
- 中村千繪
- 深川芹亞（Jr.）
- 水瀨祈
- 宮本佳那子（Jr.）
- 佐藤聰美

### 準所屬聲優

#### 男性（準所屬）
- 君嶋哲（日语：君嶋哲）
- 木村大樹
- 工藤雅久（日语：工藤雅久）
- 島田高虎
- 千葉航平
- 葉山翔太（日语：葉山翔太）
- 廣瀨武央
- 福原克己
- 松村圭人
- 弓原健史（日语：弓原健史）
- 渡井奏斗

#### 女性（準所屬）
- 阿南德雪
- 有村百惠
- 安藤
- 伊波奈奈（日语：伊波奈々）
- 內野明音
- 大友光
- 織田亞希
- 桐谷奈穗
- 熊野茉莉
- 栗山玲
- 黑木珠璃
- 篠宮明日香（日语：篠宮あすか）
- 須川晶紀
- 高槻莉那
- 田中梅（日语：田中メイ）
- 珠木望美（日语：珠木のぞみ）
- 長野芹奈（日语：長野せりな）
- 夏目亞里紗
- 七瀨彩夏
- 西梛彩香
- 長谷川涼
- 藤宮瑠璃
- 松江佑依
- 真中琴與
- 光雪繪美
- 宮嶋仁美
- 森野順子

## 過往所屬聲優

### 男性
- 杉浦文彌
- 杉山紀彰（現所屬：Stay Luck）
- 立花慎之介（現所屬：BLACKSHIP代表董事）[1]
- 福山潤（現所屬：BLACKSHIP代表董事）[1]

### 女性
- 小清水亞美（現所屬：自由職業）
- 白川愛實（日语：白川愛実）
- 林沙織（日语：林沙織）（引退[2]）

## AXL ZERO
2011年4月開班，是一間2學年制的聲優養成所。第1年為基礎課程，第2年為研究課程，但是要升上2年級的話必須通過進級審查。然後到畢業前如果要成為母公司AXL ONE和其它事務所的Jr.所屬的話得需參加選拔課程，及經過事務所的審查委員評審才能被獲選。另外，AXL ZERO實質開班的時間是從2012年度開始，2011年度進入的為第0期的學生。

## 廣播節目
- ★!!（主持人：森川智之）（文化放送、超！A&G+：2012年4月8日－2013年10月6日[3]，於animate TV（日语：アニメイトタイムズ）播出時以隔週一方式更新：2012年4月16日－2013年10月15日）[4]
  - 內容為該事務所所屬聲優介紹的節目，原定播出時間1年，後來才決定延長半年。

### DVD
- DVD「★!!」～家族秋遠足～（2012年11月21日）出演者：森川智之、福山潤、日野聰、真堂圭、三瓶由布子

## 外部連結
- AXL ONE Offical WEB Side（页面存档备份，存于） （日語）－株式會社AXL ONE官方網站。
- AXL ZERO ONE Offical WEB Side（页面存档备份，存于） （日語）－聲優養成所AXL ZERO官方網站。
- （日語）－株式會社AXL ONE專開的廣播節目官網。
- http://www.fwinc.co.jp/axl-1/radio/?cat=1（页面存档备份，存于） （日語）－株式會社AXL ONE專開的廣播節目官網日誌。
- （日語）